# Neftys

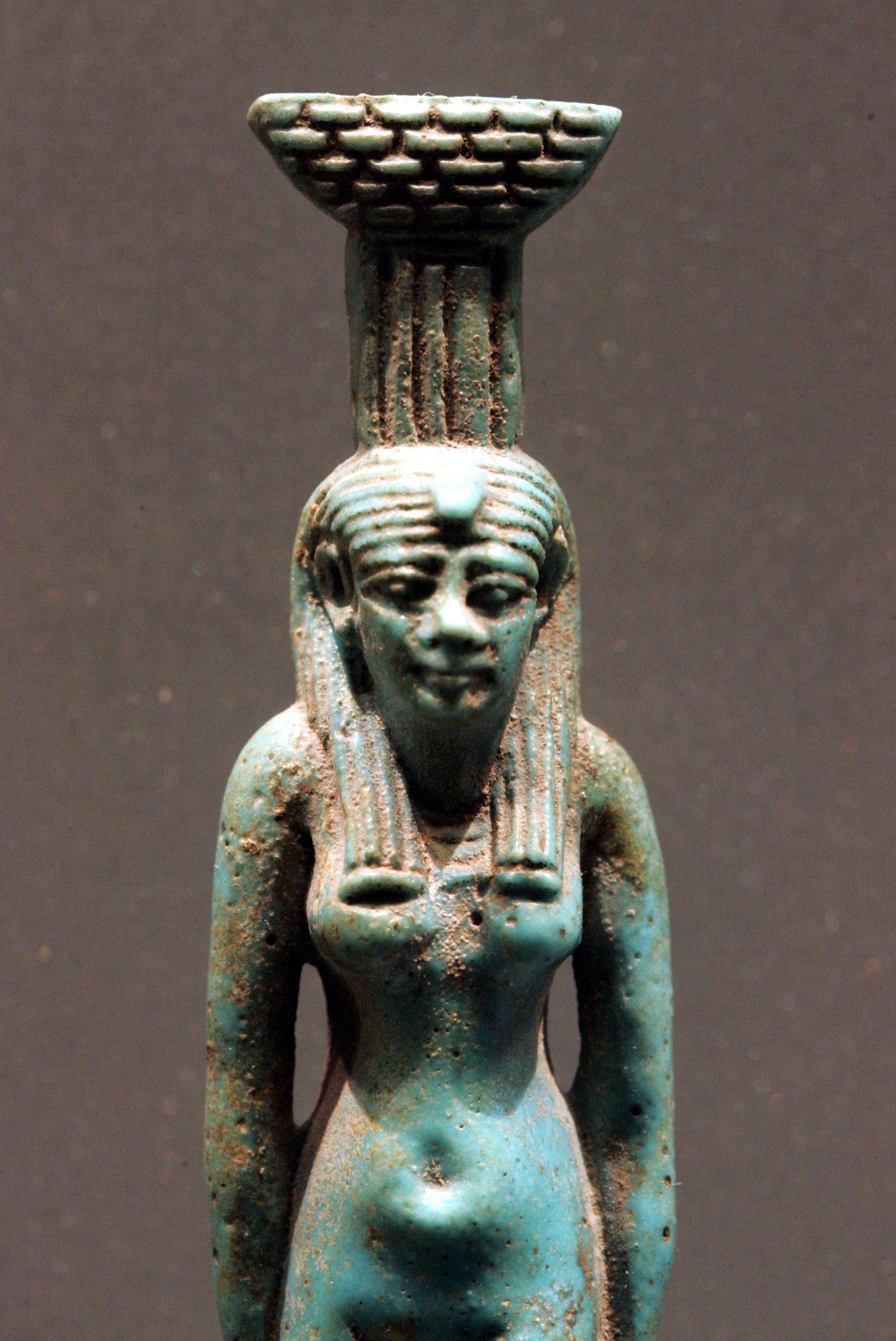
Neftys

Neftys var en fornegyptisk gudinna. Hon var Geb och Nuts yngsta barn samt Sets gemål. I striden mellan Set och Osiris tar hon ställning för Osiris och hans gemål Isis. Neftys är tillsammans med sin syster Isis kopplad till födelse- och begravningsriter. Neftys och Isis var också hjälperskor när solen skulle ”födas vid den östra horisonten”. Isis gemål Osiris blev far till Neftys son, sjakalguden Anubis. Neftys var också amma till Isis och Osiris son, Horusbarnet. Systrarna sörjer tillsammans den sedermera döde Osiris.
Neftys verkar inte ha haft egen kult och egna tempel, men hon förekommer ofta tillsammans med Isis i pyramidtexter och hon är också representerad i andra gudars helgedomar. Neftys framställs antingen som kvinna, ibland med utsträckta falkvingar, eller som rovfågel.